# Хисамутдинов, Фарид Шагидуллаевич
Фарид Шагидуллаевич Хисамутдинов (24 августа 1951 — март 1993, Алма-Ата) — советский футболист, нападающий, полузащитник, тренер.
Выступал в высшей (1968—1969, 1971—1974, 1977—1979), первой (1970, 1975—1976, 1979, 1981) и второй (1980) лигах СССР за команды «Кайрат» Алма-Ата, ЦСКА, «Трактор» Павлодар. В высшей лиге провёл 136 матчей, забил шесть голов.
Работал тренером в клубе СКИФ Алма-Ата, старшим тренером в клубах «Восток» Усть-Каменогорск (1983—1984), «Арман» Кентау (1991).
Скончался в марте 1993 года в возрасте 41 года.